# Jensen Ackles
Jensen Ross Ackles (Dallas, 1. ožujka 1978.) američki je filmski i televizijski glumac.

## Biografija

### Privatni život
Jensen Ross Ackles rođen je 1. ožujka 1978. godine u Dallas, Teksasu u obitelji Alana i Donne Ackles. Odrastao je u Richardsonu, zajedno sa starijim bratom Joshuom i mlađom sestrom Mackenzie.
1990. godine završava s osnovnoškolskim obrazovanjem i upisuje gimnaziju LV Berkner koju završava 1996. godine. Jensen, porijeklom Irac, Britanac i Nijemac, je sportski ovisnik. Obožava nogomet, bejzbol i košarku. U slobodno vrijeme bavi se fotografijom i jahanjem. Veliki je fan country glazbe. Omiljeni pjevač mu je Garth Brooks.
15. svibnja 2010., u Dallas, Teksasu Jensen je oženio svoju dugogodišnju djevojku, glumicu Danneel Harris.

### Karijera
Jensen se počinje baviti šoubiznisom već u dobi od 2 godine. Kada je navršio 4, počeo se pojavljivati u TV reklamama za tvrtke "Nabisco", "RadioShack" i "Wal-Mart". Za glumu je pokazao zanimanje zahvaljujući svom ocu koji je također glumac. Kada mu je otac iščitavao scenarije, naučio je Jensena pojedinosti iz svijeta filma. U srednjoj školi, Jensen upisuje dramsku grupu.
1996. godine seli se u Los Angeles gdje dobiva epizodne uloge u serijama "Wishbone" i "U sedmom nebu". Godinu dana kasnije dobiva veliku priliku da pokaže svoj talent i to u NBC-jevoj sapunici "Naši najbolji dani". Odlazi na audiciju i dobiva ulogu fotografa Erica Bradya. 1998. za svoj rad dobiva nagradu časopisa Soap Opera Digest za "najbolje muško otkriće u sapunici". Tri godine zaredom bio je nominiran na Daytime Emmyima u kategoriji najboljeg mladog glumca. Nakon skoro tri godine, napušta sapunicu i prihvaća ulogu Eddieja G. u mini seriji "Blonde", o životu fatalne glumice Marilyn Monroe. Potom odlazi na audiciju za ulogu Clarka Kenta u seriji "Smallville", no ulogu ipak dobiva Tom Welling.
Ne odustajući, odlazi na razne audicije i dobiva gostujuću ulogu u SF seriji "Anđeo tame". Tumači lik serijskog ubojice Bena/X5-493. Njegov lik pogiba, no Jensen se toliko svidio producentima da su ga u 2. sezoni serije vratili kao stalnog člana postave. Tada je tumačio lik Aleca, Benovog klona. Nakon slabe gledanosti, serija je ukinuta, no Jensen ne odustaje. 2003. godine pridružuje se glumačkoj postavi popularne tinejdžerske serije "Dawson's Creek". Ovog puta tumači CJ-a, dečka simpatične Jen Lindley, koju je tumačila Michelle Williams. Paralelno snima i pilot za seriju "Still Life" koja nikad nije dospjela na televizijske ekrane. Nakon te uloge, ostvaruje mu se želja od prije par godina. Dobiva ulogu srednjoškolskog nogometnog trenera Jasona Teaguea u 4. sezoni serije "Smallville". Nakon samo jedne sezone u seriji, scenaristi su odlučili ispisati njegov lik.
2005. Jensen nastupa u filmu "Devour" zajedno s ocem Alanom i dobiva prvu glavnu televizijsku ulogu u svojoj karijeri. U seriji "Lovci na natprirodno", Jensen tumači Deana Winchestera. Njegov najbolji prijatelj, Jared Padalecki, tumači njegovog brata Sama. Uz snimanje serije, Jensen je snimio i par filmova, zasad najnoviji je horor film "Krvavo Valentinovo 3D".

## Filmografija

### Televizijske uloge
- "Lovci na natprirodno" (Supernatural) kao Dean Winchester (2005.-(2020.)
- "Smallville" kao Jason Teague (2004. – 2005.)
- "Still Life" kao Max Morgan (2003. – 2004.)
- "Dawson's Creek" kao C.J. (2002. – 2003.)
- "Anđeo tame" (Dark Angel) kao Ben/Alec (2001. – 2002.)
- "Blonde" kao Eddie G (2001.)
- "Naši najbolji dani" (Days of our Lives) kao Eric Brady (1997. – 2000.)
- "Cybill" kao David (1997.)
- "Mr. Rhodes" kao Malcolm (1996. – 1997.)
- "Sweet Valley High" kao Brad (1996.)
- "U sedmom nebu" (7'th Heaven) (1996.)
- "Wishbone" kao Michael Duss (1996.)

### Filmske uloge
- "Krvavo Valentinovo 3D" kao Tom Hanniger (2009.)
- "Ten Inch Hero" kao Priestly (2007.)
- "Devour" kao Jake Gray (2005.)
- "The Plight of Clownana" kao Jensen (2004.)

## Vanjske poveznice
- JRAUnlimited.com
- Jensen Ackles web stranica